# El cartero (película de 1954)
 El cartero  es una película en blanco y negro de Argentina dirigida por Homero Cárpena sobre el guion de Eric Della Valle y Miguel Petruccelli que se estrenó el 21 de enero de 1954 y que tuvo como protagonistas a Jorge Casal, Homero Cárpena, Tito Lusiardo y Beatriz Taibo. Fue filmada en la provincia de Mendoza.

## Sinopsis
Un cartero de provincia comparte con los habitantes de un pequeño pueblo las alegrías y tristezas que provoca la correspondencia que reparte.

## Reparto
- Jorge Casal
- Eduardo Cobas
- Homero Cárpena
- Ricardo de Rosas
- Emilio Durante
- Haydée Larroca
- Tito Lusiardo
- Beatriz Taibo
- Hermanos Couto
- Dora Prince[1]

## Comentarios
King opinó:

”Una acción opaca, en un diálogo que no siempre alcanza a escucharse y una interpretación y dirección de escasos relieve.”